# Філіпп Ромбі
Філі́пп Ромбі́ (фр. Philippe Rombi; нар. 3 квітня 1968, По, Атлантичні Піренеї, Франція) — французький композитор, найбільше відомий своїми саундтреками, піаніст, аранжувальник і оркестровий диригент.

## Біографія та кар'єра
Філіпп Ромбі народився 3 квітня 1968 року в місті По, що в департаменті Атлантичні Піренеї у Франції. Після навчання в консерваторії Марселя, поступив до класу Антуана Дюамеля в паризькій Національній консерваторія музики і танцю. Там же він почав писати музику для робіт студентів кіношколи La Femis.
На початку 1990-х років Філіпп Ромбі познайомився з режисером Франсуа Озоном та продюсером Франсуа Краусом, які допомогти йому почати кар'єру в кіномузиці. Починаючи з 1993 році Ромбі написав саундтреки до майже 50-ти кінофільмів, серед яких роботи таких режисерів, як Франсуа Озон, Аньєс Жауї, Лоран Тірар, Дені Бун, Франсіс Юстер, Крістоф Баратьє та інші.
У 2006, 2013 та 2017 роках Філіпп Ромбі був номінований на здобуття французької національної кінопремії «Сезар» за найкращу музика до фільму.

## Фільмографія
- 1993 : Гіркий шоколад / Chocolat amer (к/м)
- 1994 : Прес для вичавки лимона / Presse-citron (к/м)
- 1999 : Кримінальні коханці / Les amants criminels
- 1999 : Ярмо / Les fourches caudines (к/м)
- 2000 : У втраченому тілі / À corps perdu (к/м)
- 2000 : Під піском / Sous le sable
- 2000 : Париж — Довіль / Paris-Deauville (т/ф)
- 2001 : Так, але… / Oui, mais…
- 2001 : Дівчина з Парижа / Une hirondelle a fait le printemps
- 2002 : / Nuit d'argent (к/м)
- 2002 : / Une employée modèle
- 2002 : Басейн / Swimming Pool
- 2003 : Ціна життя / Le coût de la vie
- 2003 : Закохайся в мене, якщо наважишся / Jeux d'enfants
- 2004 : Джо Полуа і злі духи / Joe Pollox et les mauvais esprits (т/ф)
- 2004 : Подивися на мене / Comme une image
- 2004 : Роль її життя / Le rôle de sa vie
- 2004 : 5x2 / 5x2
- 2004 : Брехня, зрада і тому подібне… / Mensonges et trahisons et plus si affinités…
- 2005 : Щасливого Різдва / Joyeux Noël
- 2005 : Макова жінка / La femme coquelicot (т/ф)
- 2006 : Один прекрасний день / Du jour au lendemain
- 2006 : Будинок зі знижкою / La maison du bonheur
- 2007 : Ангел / Angel
- 2008 : Завітайте, порегочемо! / Bienvenue chez les Ch'tis
- 2008 : Дівчина з Монако / La fille de Monaco
- 2008 : Чоловік та його собака / Un homme et son chien
- 2009 : Рікі / Ricky
- 2009 : Ліжко біля вікна / Le lit près de la fenêtre (к/м)
- 2010 : Відчайдушна домогосподарка / Potiche
- 2010 : Митниця дає добро / Rien à déclarer
- 2011 : Нова війна ґудзиків / La Nouvelle Guerre des boutons
- 2011 : Голліву / Hollywoo
- 2012 : Мрійники / Dreamers
- 2012 : У будинку / Dans la maison
- 2013 : Молода і прекрасна / Jeune & jolie
- 2014 : Нова подружка / Une nouvelle amie
- 2014 : Астерікс: Земля Богів / Astérix: Le domaine des dieux
- 2015 : Цей незручний момент / Un moment d'égarement
- 2015 : Дві жінки в кіно / Deux femmes au cinéma (к/м)
- 2015 : Великий розділ / Le grand partage
- 2016 : Аутсайдер / L'outsider
- 2016 : Франц / Frantz
- 2016 : Прекрасні дні в Аранхуесі / Les Beaux Jours d'Aranjuez
- 2017 : Подвійний коханець / L'amant double

## Визнання
| Рік             | Категорія/Нагорода        | Фільм              | Результат | Результат |
| --------------- | ------------------------- | ------------------ | --------- | --------- |
| Премія «Сезар»  |                           |                    |           |           |
| 2006            | Найкраща музика до фільму | Щасливого Різдва   | Номінація |           |
| 2013            | Найкраща музика до фільму | У будинку          | Номінація |           |
| 2017            | Найкраща музика до фільму | Франц              | Номінація |           |
| Премія «Люм'єр» |                           |                    |           |           |
| 2017            | Найкраща музика до фільму | Франц              | Номінація |           |
| 2018            | Найкраща музика до фільму | Подвійний коханець | Номінація |           |